# Kleine Wiesenraute

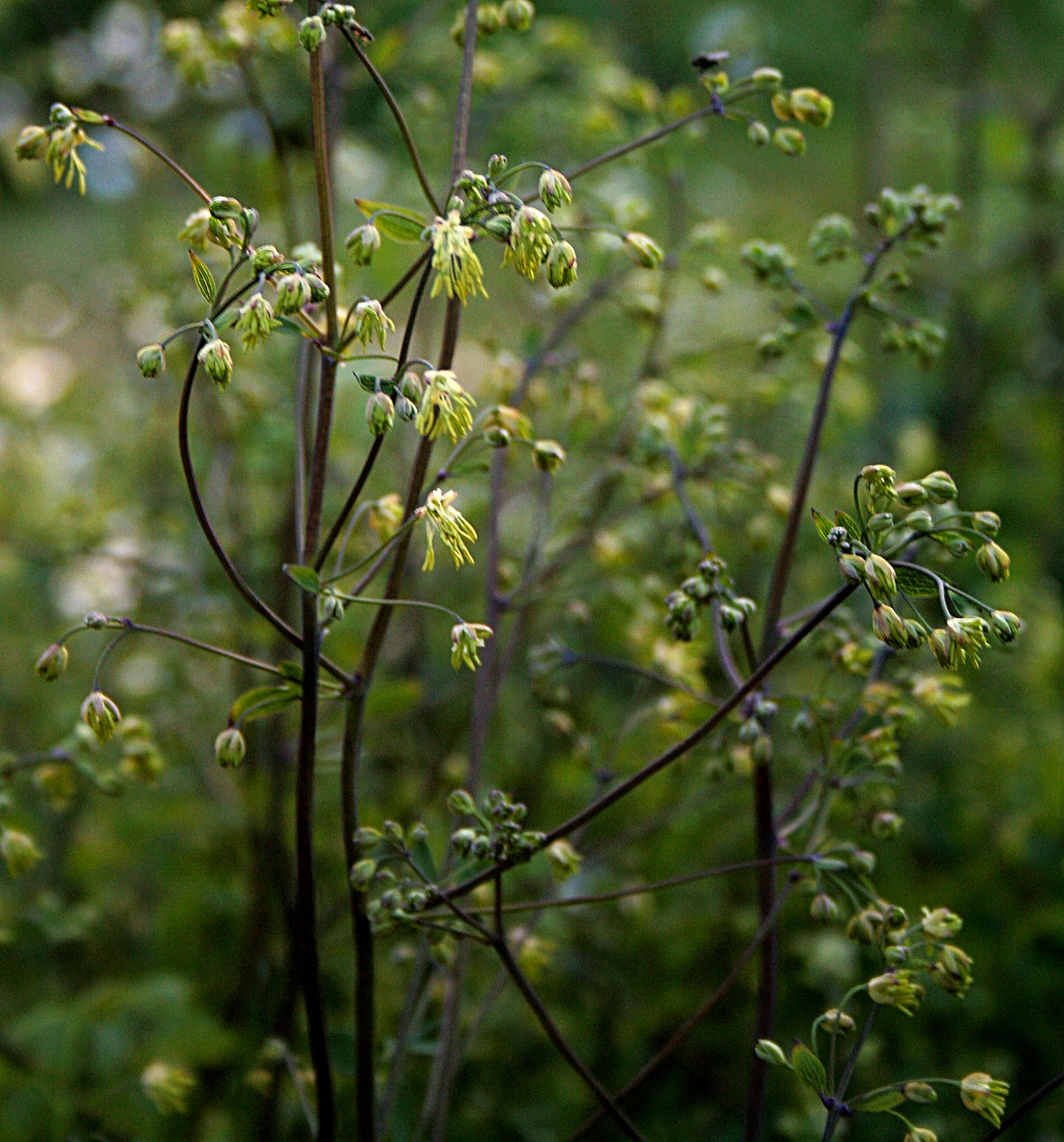
Verzweigter Blütenstand

Die Kleine Wiesenraute (Thalictrum minus) ist eine Pflanzenart aus der Gattung der Wiesenrauten (Thalictrum) in der Familie der Hahnenfußgewächse (Ranunculaceae).

## Beschreibung
Die Kleine Wiesenraute ist eine sommergrüne, ausdauernde krautige Pflanze, die Wuchshöhen von bis zu 150 Zentimeter erreicht. Der aufrechte Stängel ist verzweigt.

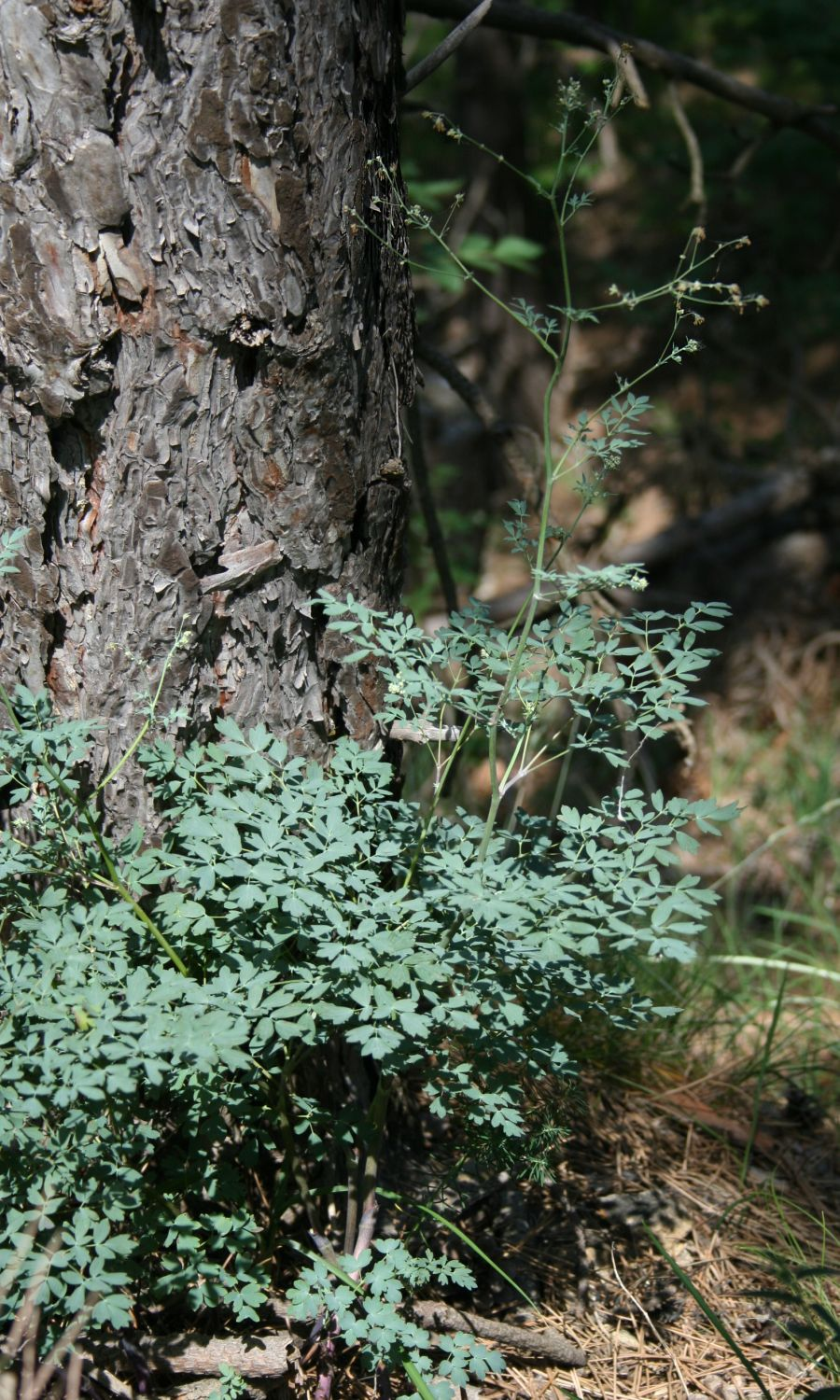
Kleine Wiesenraute (Thalictrum minus)

Die wechselständig am Stängel verteilt angeordneten Laubblätter sind mehrfach gefiedert mit rundlichen bis keilförmigen Abschnitten. Sie sind bläulich-grün bereift, seltener auch gräulich-grün.
In einem verzweigten, lockeren, rispigen Blütenstand befinden sich viele aufrechte oder nickende Blüten. Die 4 bis 5 Millimeter langen Blüten weisen vier hellgelbe Blütenhüllblätter auf. Die zahlreichen hängenden Staubblätter haben eine gelbliche Farbe. Die bis 2 mm langen, spindelförmigen Nüsschen sind längs gerippt. Die Blütezeit reicht von Mai bis August.
Die Art ist hexaploid, dekaploid und dodekaploid; sie hat die Chromosomenzahlen 2n = 42, 70 oder 84.

## Ökologie
Die Pflanze ist windblütig; die vorweiblichen Blüten sind vom „hängeblütigen Typ“; die Staubbeutel sind ziemlich lang und leicht beweglich, was die Windbestäubung begünstigt. Sie dienen andererseits aber auch als Schauorgan für Pollen fressende Besucher. Außerdem ist Selbstbestäubung nicht selten. Bei schlechtem Wetter bleiben die Blüten geschlossen.
Die Nüsschen breiten sich als Windstreuer, Ballonflieger, eventuell auch als Bohrfrucht oder als Regenschwemmling aus.

## Verbreitung
Die Kleine Wiesenraute kommt in Europa hauptsächlich im Süden, im südlichen Mitteleuropa, im Westen und im Osten vor. Im Norden sowie in Deutschland ist sie ziemlich selten. Sie ist eine Halbschatten- bis Halblichtpflanze und wächst beispielsweise an sonnigen Gebüschen, an Waldrändern sowie in lichten Eichenbeständen. Sie bevorzugt kalkhaltigen, humosen, steinigen Lehm- oder Lößboden.
Sie ist eine Charakterart des Verbands Geranion sanguinei (thermophile Saumgesellschaften).

## Systematik
Der wissenschaftliche Name Thalictrum minus wurde 1753 von Carl von Linné in Species Plantarum, Tomus I, S. 546 erstveröffentlicht.
In Europa kommen folgende Unterarten vor:
- Thalictrum minus subsp. elatum (Jacq.) Stoj. & Stef. (Syn.: Thalictrum minus subsp. kemense (Fries) Cajander): Sie kommt in Nordeuropa, Nordasien und Nordamerika vor, in Europa nur in Nordskandinavien und in Nordrussland.[5]
- Thalictrum minus subsp. majus (Crantz) Hook. f. (Syn.: Thalictrum majus Crantz, Thalictrum minus subsp. pseudominus (Borbás) Soó): Sie kommt nur in Deutschland, Österreich, Ungarn, Slowenien, Albanien und in der Slowakei vor.[5]
- Thalictrum minus subsp. maxwellii (Royle) Hand (Syn.: Thalictrum maxwellii Royle, Thalictrum buschianum Kem.-Nath.): In Europa kommt diese Unterart nur in der Ukraine vor; außerhalb Europas wird sie von Georgien, Armenien, Aserbaidschan und dem Kaukasusgebiet angegeben.[5]
- Thalictrum minus subsp. minus: Sie kommt in Europa vor, tritt aber im Süden und im Westen zurück.[5]
- Thalictrum minus subsp. pratense (F.W.Schultz) Hand (Syn.: Thalictrum pratense F.W.Schultz): Sie kommt in Frankreich, Belgien, Luxemburg, in den Niederlanden, in Deutschland, Österreich, Italien und in Slowenien vor.[5]
- Thalictrum minus subsp. saxatile Ces. (Syn: Thalictrum minus subsp. olympicum (Boiss. & Heldr.) Maire & Petitm., Thalictrum saxatile DC. [non Vill. 1779], Thalictrum minus subsp. pubescens Arcang., Thalictrum pubescens DC. [non Pursh 1813]): Sie kommt in Europa nur auf der Balkanhalbinsel, in Südosteuropa und im südlichen Mitteleuropa vor. Die ökologischen Zeigerwerte nach Landolt & al. 2010 für diese Unterart sind in der Schweiz: Feuchtezahl F = 1 (sehr trocken), Lichtzahl L = 4 (hell), Reaktionszahl R = 4 (neutral bis basisch), Temperaturzahl T = 2+ (unter-subalpin und ober-montan), Nährstoffzahl N = 2 (nährstoffarm), Kontinentalitätszahl K = 4 (subkontinental).[6][5]